# Тито Строци
Тито Строци (Загреб, 14. октобар 1892 — Загреб, 23. март 1970) био је хрватски глумац, редитељ, писац и преводилац.

## Биографија
Филозофски факултет и Академију за глумачку уметност и певање студирао је у Бечу. Од 1919. године члан је ХНК, а глумио је у драми, комедији и оперети. Његове бриљантне креације Крлежиних јунака, класичних хероја и салонских умјетника су антологијске  а режије обухватају најшири репертоар хрватских и страних аутора.
Бавио се и филмом импровизујући клавирску пратњу за неме филмове, а оснива и филмска предузећа (Југославија филм д.д., Строци филм). Аутор је више прозних дела, есеја, осврта у дневним новинама и позоришних комада („Аленка", „Ецце хомо", „Зрински", „Гај", „Камелеони", „Томислав", „Убиство на позорници"), а познати су и његови преводи класичних дела светске драмске и друге литературе (нпр. Гетеов "Фауст").
Истакао се педагошким радом и покретањем дечјих емисија на загребачком радију, а покретао је и часописе (Рампа) и драмску библиотеку (Сцена).
Био је у браку с Љубицом Облак, у којем је рођена кћи која живи у Сједињеним Државама и није наставила позоришним путем својих родитеља. У браку с Елизом Гернер родила се кћи Маја, која је постала кардиолог, а њена кћи Дора Фиштер наставила је театарску традицију.

## Филмографија
Од укупно 27 филмографских јединица као глумац учествовао је у 22.
Глумац  |  Сценарист  |  Редитељ  |  Селф  |  
| Глумац | ▲ |
| ------ | - |

Дугометражни филм  |  ТВ филм  |  ТВ серија  |  Кратки филм
|                   | 1910 | 1920 | 1930 | 1940 | 1950 | 1960 | Укупно |
| ----------------- | ---- | ---- | ---- | ---- | ---- | ---- | ------ |
| Дугометражни филм | 1    | 1    | 0    | 1    | 3    | 6    | 12     |
| ТВ филм           | 0    | 0    | 0    | 0    | 0    | 4    | 4      |
| ТВ серија         | 0    | 0    | 0    | 0    | 0    | 5    | 5      |
| Кратки филм       | 0    | 0    | 0    | 1    | 0    | 0    | 1      |
| Укупно            | 1    | 1    | 0    | 2    | 3    | 15   | 22     |
|           | Назив                                                        | Улога                         |
| --------- | ------------------------------------------------------------ | ----------------------------- |
| 1919      | Бришем и судим                                               | /                             |
| 1920-te ▲ |                                                              |                               |
| 1925      | Дворови у самоћи                                             | /                             |
| 1940-te ▲ |                                                              |                               |
| 1949      | Прича о фабрици                                              | Гартнер бивши власник фабрике |
| 1950-te ▲ |                                                              |                               |
| 1951      | Последњи дан                                                 | Фра Анселмо                   |
| 1956      | Под сумњом                                                   | /                             |
| 1959      | Три Ане                                                      | Професор Мандић               |
| 1960-te ▲ |                                                              |                               |
| 1960      |                                                              | Официр                        |
| 1960      | Рат                                                          | /                             |
| 1961      | Пустолов пред вратима                                        | Професор                      |
| 1961      | Каролина Ријечка                                             | /                             |
| 1964      |                                                              | /                             |
| 1968      | Гравитација или фантастична младост чиновника Бориса Хорвата | Пепек                         |
|      | Назив                 | Улога   |
| ---- | --------------------- | ------- |
| 1963 | Безимена              | /       |
| 1964 | Убиство на позорници  | /       |
| 1968 | Ја сам убио Балтазара | /       |
| 1969 | Адам и Ева            | Генерал |
| Од | До | Назив | Улога |
| -- | -- | ----- | ----- |

|      | Назив             | Улога          |
| ---- | ----------------- | -------------- |
| 1942 | Барок у Хрватској | Гроф Драшковић |
| Сценарист | ▲ |
| --------- | - |

|           | Назив                |
| --------- | -------------------- |
| 1964      | Убиство на позорници |
| 1970-te ▲ |                      |
| 1978      | Игра у двоје         |
| 1990-te ▲ |                      |
| 1990      | Игра и збиљa         |
| Редитељ | ▲ |
| ------- | - |

|      | Назив            |
| ---- | ---------------- |
| 1925 | Дворови у самоћи |
| Селф | ▲ |
| ---- | - |

|      | Назив               |
| ---- | ------------------- |
| 1957 | Иза казалишне рампе |